# Melinis drakensbergensis
Melinis drakensbergensis là một loài thực vật có hoa trong họ Hòa thảo. Loài này được (C.E.Hubb. & Schweick.) Clayton mô tả khoa học đầu tiên năm 1978.